# Le parole di mio padre
Le parole di mio padre è un film del 2001, diretto da Francesca Comencini, liberamente ispirato a due capitoli de La coscienza di Zeno di Italo Svevo.
È stato presentato nella sezione Un Certain Regard al 54º Festival di Cannes.

## Trama
Dopo la morte del padre, Zeno Cosini si reca da un vecchio amico di suo padre, Giovanni Malfenti, per avere un lavoro. Zeno è un ragazzo chiuso, insicuro e un po' inetto, che ha cambiato più volte l'indirizzo dei suoi studi universitari ma non è riuscito a trovare la sua strada.
Zeno vive da solo, spesso vaga per la città e osserva la gente, le strade e la vita a lui estranea.
Comincia a frequentare la casa di Malfenti. Invitato a cena spesse volte ha così modo di conoscere le figlie di Giovanni: Ada, Alberta, Anna e Augusta. Dopo vari tentativi inutili di conquistare l'amore di Ada, e il rifiuto dell'amore di Alberta, finisce per sposare Augusta. Il film si conclude con la scena dei due sposini che salgono le scale della chiesa vista dall'altra parte della strada.